# Línea C1 (TUP)
La línea  es una línea de autobús urbano operado por TUP de la ciudad de Ponferrada, España.
Sirve para favorecer el tráfico dentro del núcleo urbano de la ciudad ya que comunica lugares como el ayuntamiento, el intercambiador de autobuses urbanos, los juzgados, diferentes colegios y centros de salud, el Hospital de la Reina o la estación del ferrocarril. Su principal hándicap es que pasa por el Centro Comercial El Rosal. Es la única línea que pasa por el centro de La Rosaleda, el nuevo barrio de la ciudad.
| Parada                                   | Correspondencias |
| ---------------------------------------- | ---------------- |
| Ayuntamiento                             |                  |
| C. Ancha (centro de salud)               |                  |
| C. Ancha (colegio)                       |                  |
| Gral. Vives, 55                          |                  |
| Gral. Vives (Correos)                    |                  |
| Avda. La Puebla, 14                      |                  |
| Avda. La Puebla, 44                      |                  |
| Intercambiador                           |                  |
| Avda. Compostilla (iglesia)              |                  |
| Avda. H. Sacramento (Juzgados)           |                  |
| Avda. H. Sacramento (Glorieta Donantes)  |                  |
| Avda. Libertad, 45                       |                  |
| Avda. Libertad (Centro Salud)            |                  |
| Avda. Constitución (Centro Comercial)    |                  |
| Avda. Constitución (Glorieta)            |                  |
| Bulevar Juan Carlos I                    |                  |
| Avda. Libertad (estación de autobuses)   |                  |
| Avda. Libertad, 9                        |                  |
| Avda. Libertad (Glorieta de los Olivos)  |                  |
| Avda. Escritorios (Museo de Ferrocarril) |                  |
| Avda. Castillo (Fernando Miranda)        |                  |
| Avda. Castillo (Glorieta Luis del Olmo)  |                  |
| Pza. Mercado Viejo                       |                  |
| C. Buena Vista (Hospital de La Reina)    |                  |
| C. Guido de Garda                        |                  |
| Avda. Castillo (albergue Peregrinos)     |                  |
| Ayuntamiento                             |                  |

- Datos: Q5987237